# Jan Stanisławski

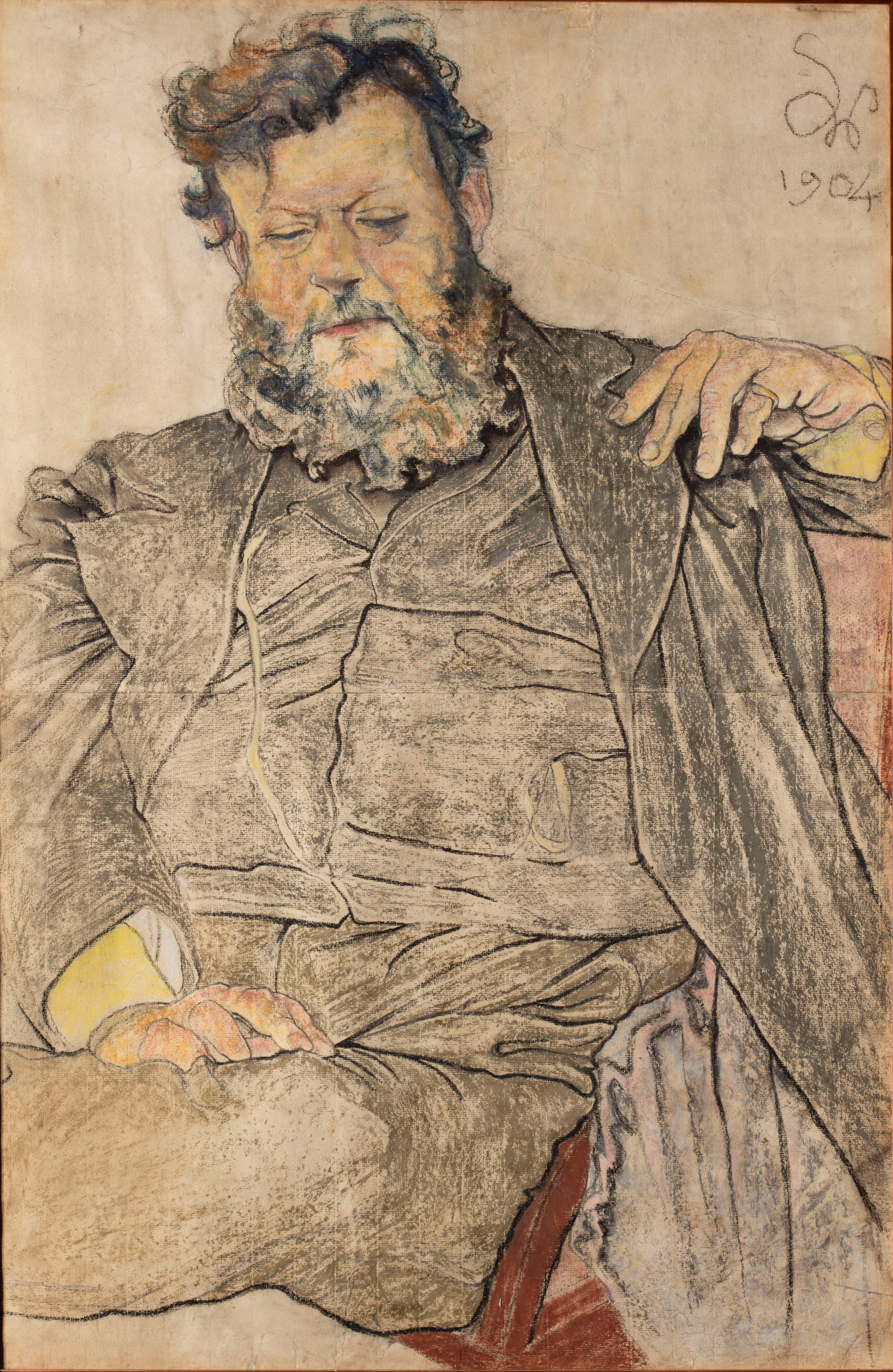
Jan Stanisławski, door Stanisław Wyspiański.

Jan Stanisławski (Vilsjana, thans Oekraïne, 24 juni 1860 - Krakau, 6 januari 1907) was een Pools kunstschilder. Hij maakte vooral landschappen in een traditioneel-realistische stijl, met invloeden vanuit het impressionisme.

## Leven en werk
Stanisławski studeerde van 1879 tot 1882 aan de Universiteit van Warschau en vervolgens een jaar aan het Instituut voor Technologie te Sint-Petersburg. Na in Warschau al eerder tekenlessen te hebben gevolgd bij Wojciech Gerson, koos hij uiteindelijk voor de kunst en schreef zich in 1883 in bij de Academie voor Schone Kunsten te Krakau. In 1885 ging hij naar Parijs en trad daar in de leer bij Emile Auguste Carolus-Duran, die hem sterk zou beïnvloeden. In 1890 exposeerde hij zijn vroege werken bij de salon van de Société Nationale des Beaux-Arts. Tussen 1888 tot 1896 zou hij veel door Europa reizen. In diverse steden werkte hij mee aan grote panorama's, onder andere aan het panorama van Racławice, waarvan hij samen met Julian Fałat een aantal landschapsdelen voor zijn rekening nam.
Stanisławski schilderde vooral landschappen op klein formaat, in een redelijk traditioneel-realistische stijl, met duidelijke invloeden vanuit het impressionisme. In 1898 werd hij lid van de Wiener Secession en liet hij zich soms ook door hun decoratief-symbolistische stijl beïnvloeden.
Vanaf 1897 was Stanisławski docent en later professor aan de Academie voor Schone Kunsten te Krakau, waar hij onder andere leermeester was van Jan Wojnarski en Gustaw Gwozdecki. Ook doceerde hij aan de privé-school van Teodor Axentowicz. Hij speelde rond 1900 een leidende rol in het culturele leven in Polen en was betrokken bij de oprichting van de kunstenaarsgenootschappen 'Sztuka' ('Kunst) en 'Jong Polen'. Daarnaast bleef hij veel reizen en exposeerde in Parijs, Berlijn, München, Wenen en Kiev. Hij huwde in 1900 en overleed in 1907, 46 jaar oud. Veel van zijn werken zijn thans te zien in het Nationaal Museum te Krakau.

## Galerij

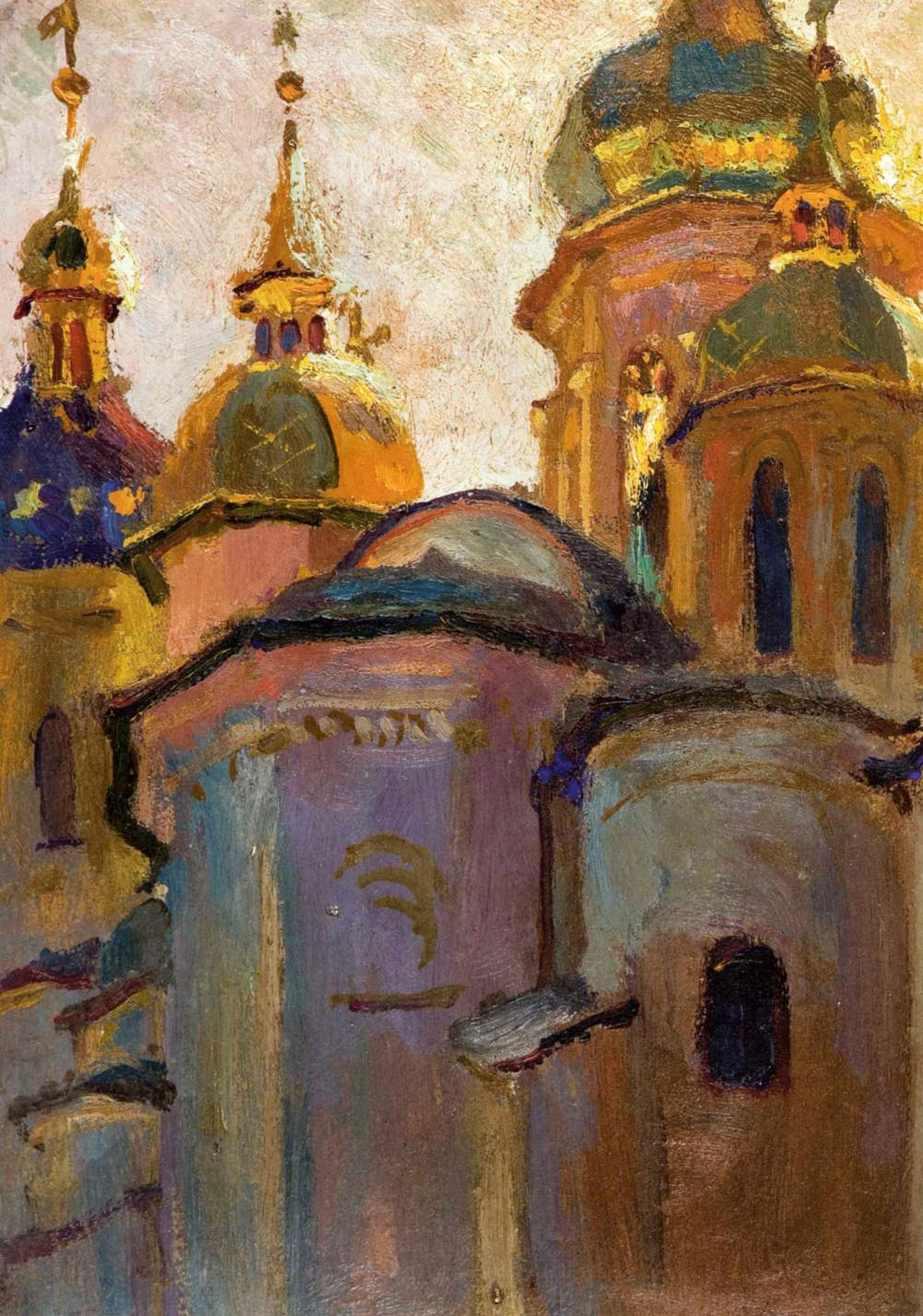
St. Sophia-kathedraal, Kiëv
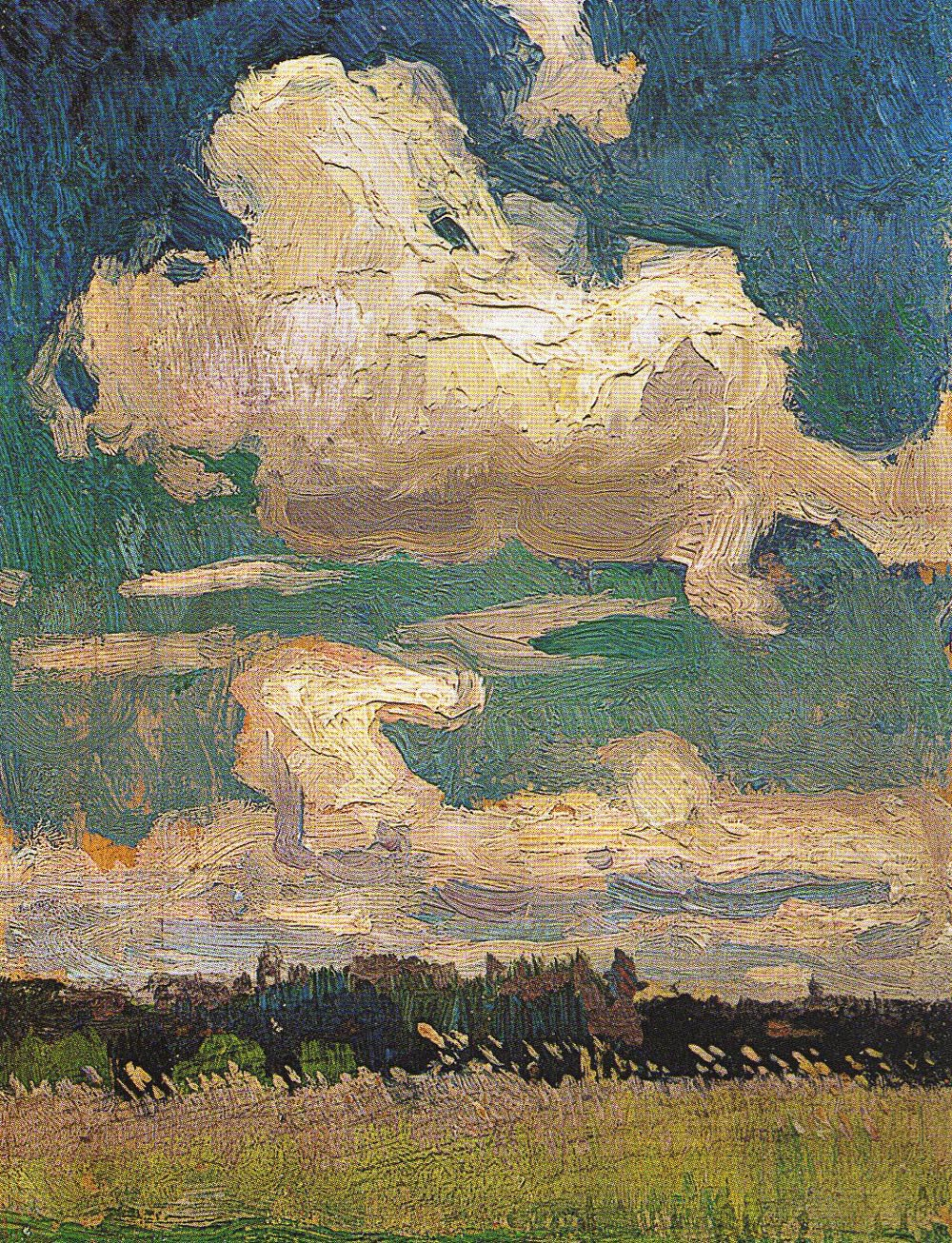
Wolk
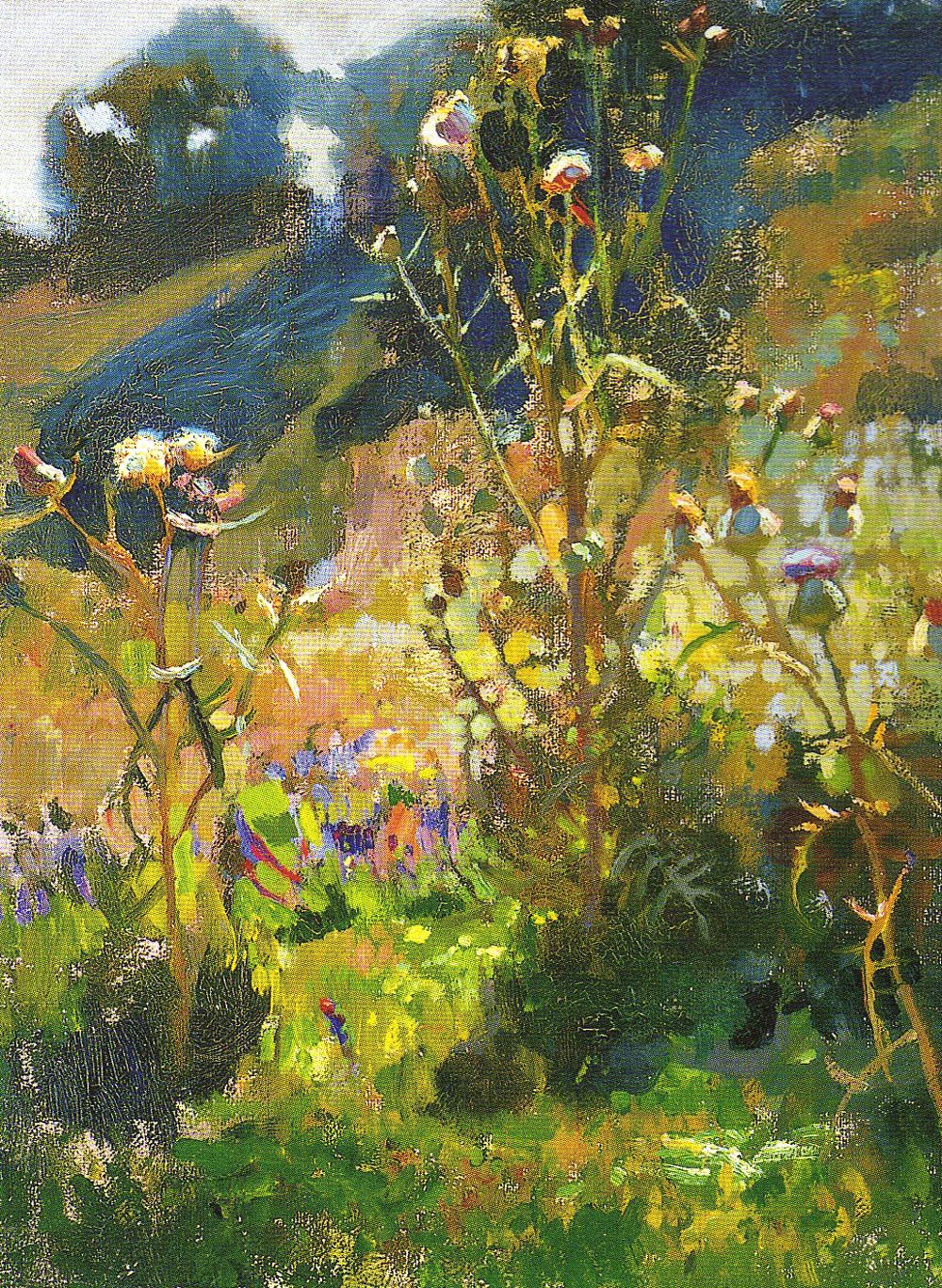
Bloemen onder de zon
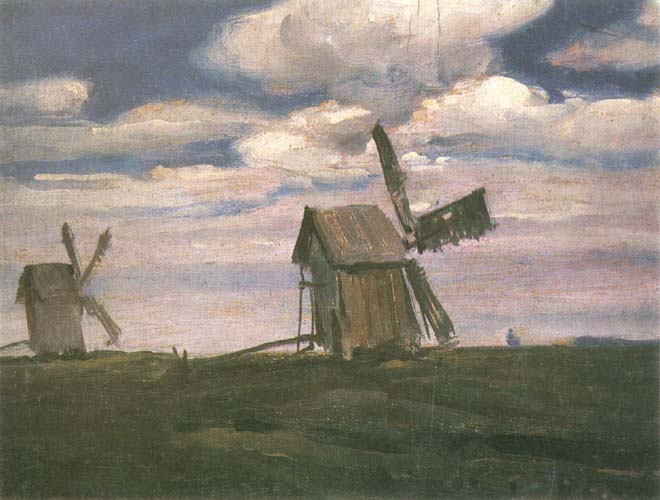
Windmolens
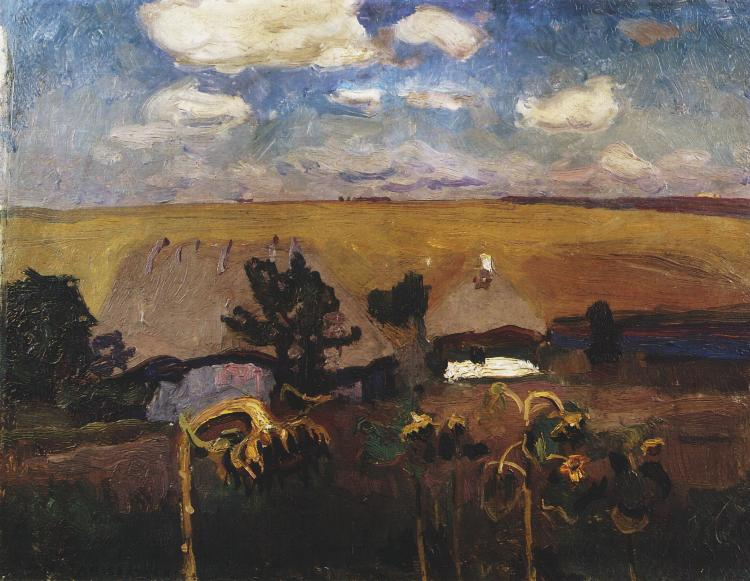
Zonnebloemen
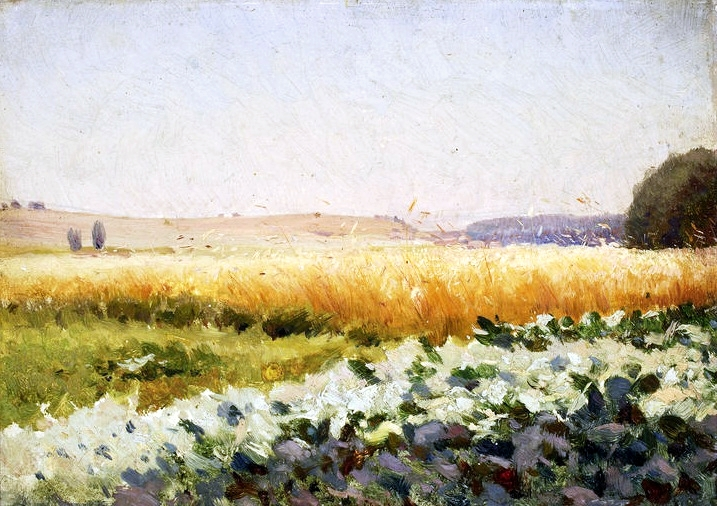
Koolveld
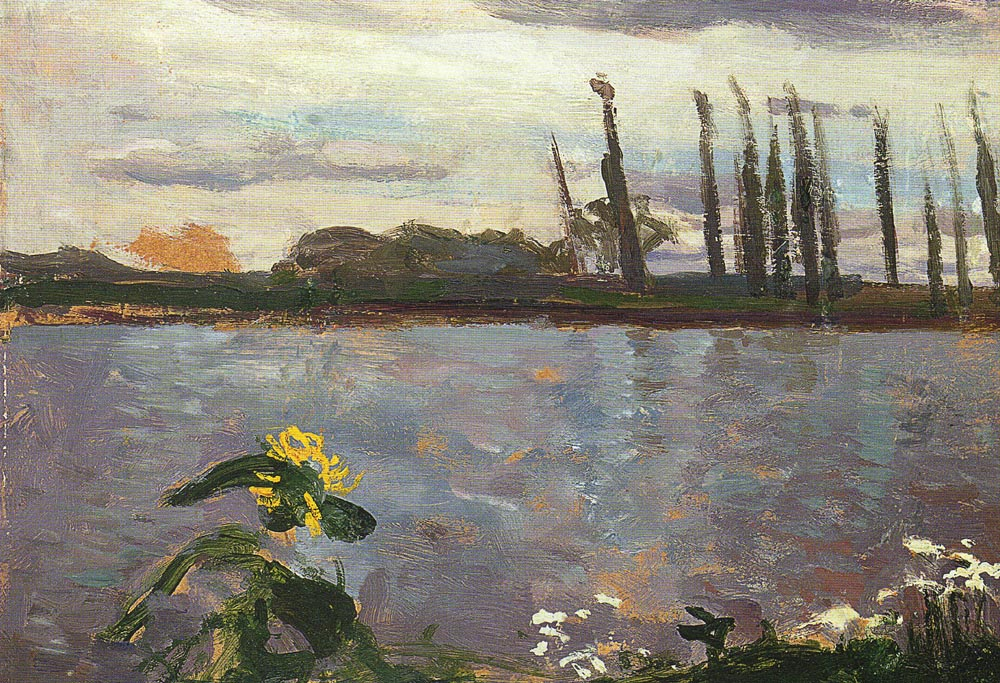
Pustawarnia, Oekraïne
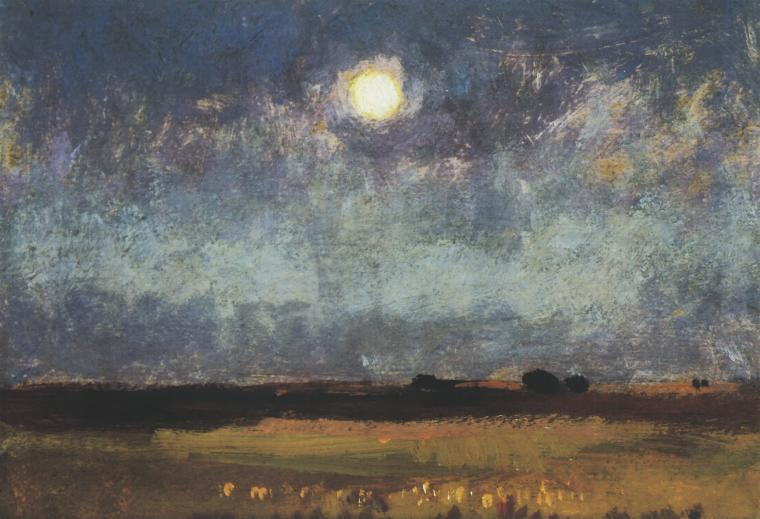
Landschap bij Rosia
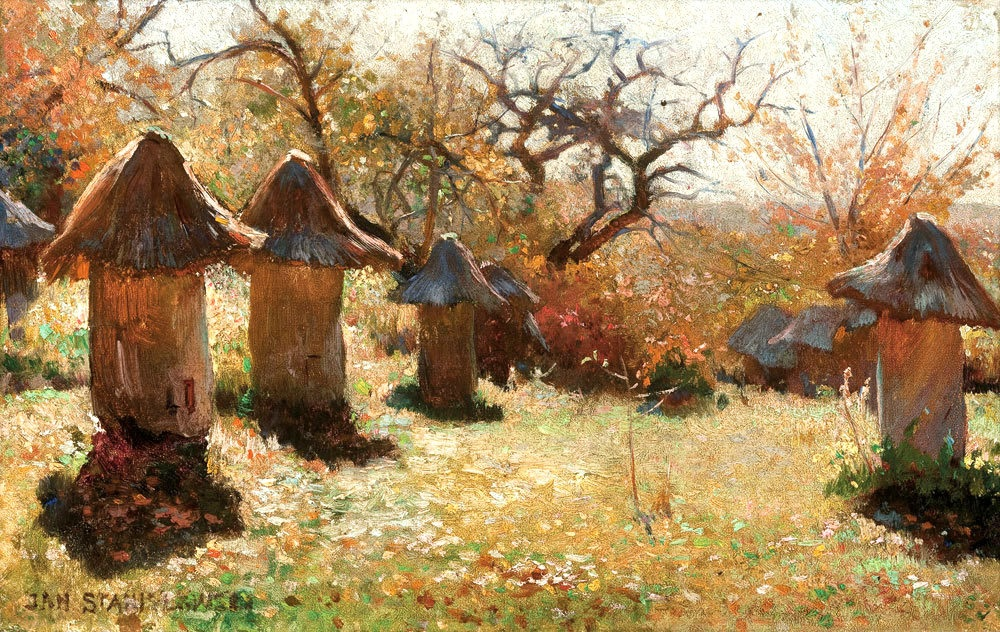
Bijenkorven in Oekraïne
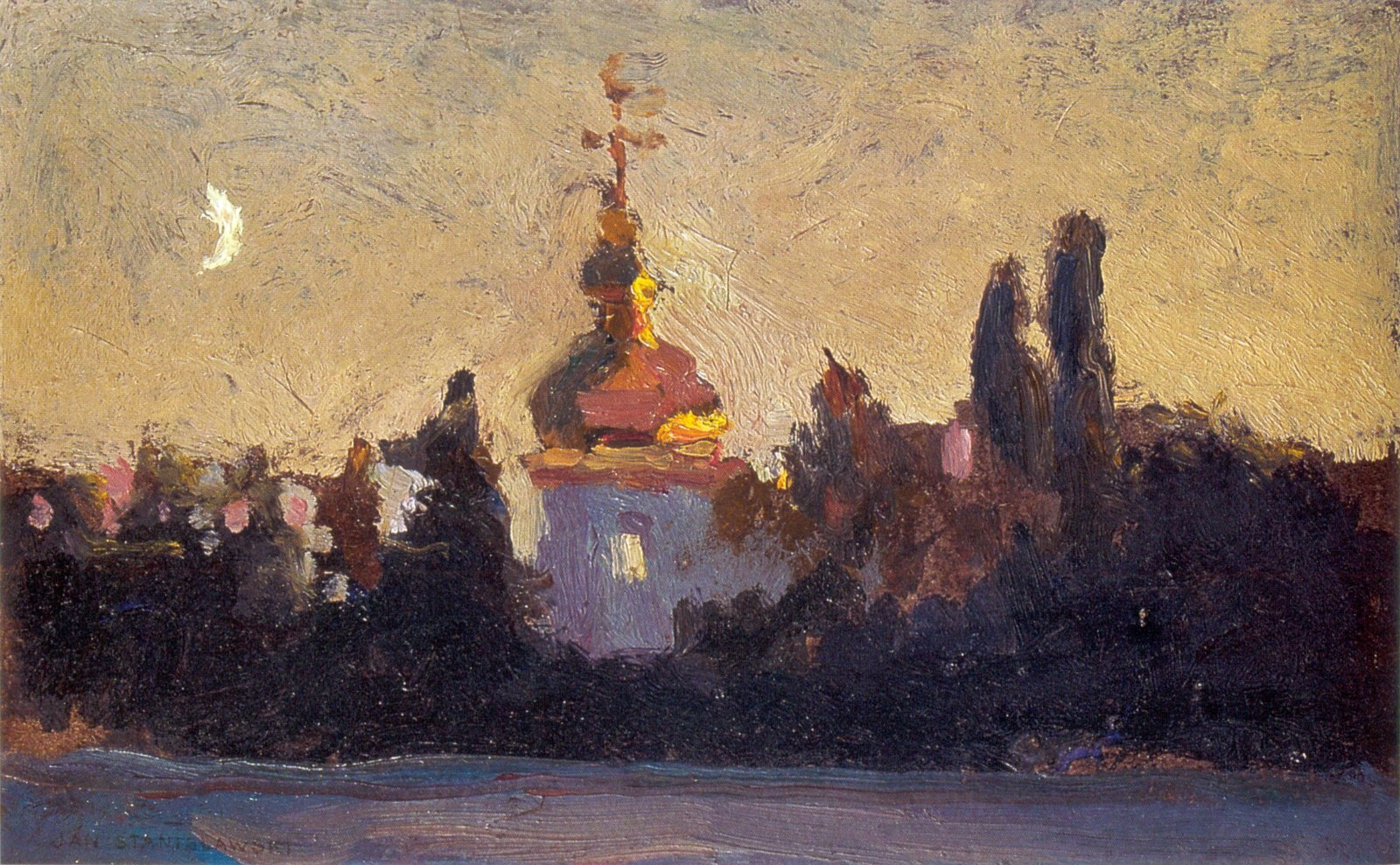
St. Michaelkathedraal, Kiëv